# 巴羅內峰
46°24′21″N 8°44′31″E / 46.40583°N 8.74194°E
巴羅內峰（Pizzo Barone），是瑞士的山峰，位於該國南部，由提契諾州負責管轄，屬於勒蓬廷山的一部分，該山峰海拔高度2,864米，每年平均降雨量2,204毫米。